# A winter idyll
A winter idyll is een vroeg werk van Gustav Holst. Hij schreef het nog tijdens zijn opleiding aan de Royal College of Music. Het is eerste werk dat Holst schreef voor symfonieorkest, maar verried volgens recensenten nog te veel invloed van Richard Wagner en Bedřich Smetana om typisch Holst genoemd te mogen worden. Het werk bracht het niet verder dan manuscriptvorm, dat nu in handen is van de Pears/Britten Foundation.
Alhoewel het werk nog wel regelmatig wordt uitgevoerd (ook in 2013 stond het op de lessenaar) zijn er weinig opnamen van beschikbaar :
- Uitgave Naxos: Ulster Orchestra o.l.v. JoAnn Falletta (2011)
- Uitgave Lyrita: London Philharmonic Orchestra o.l.v. David Atherton
- Uitgave Chandos: BBC Philharmonic o.l.v. Andrew Davis (2018)